# Antilia

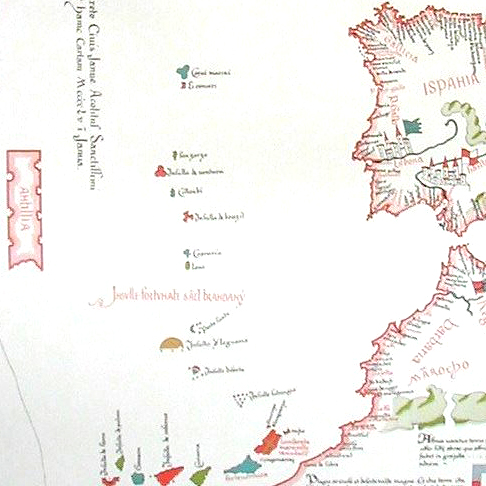
Carta di Bartholomeo Pareto, 1455. Antilia è l'isola a sinistra

Antilia, o Antillia, è un'isola leggendaria localizzata nell'Oceano Atlantico occidentale. 
Questa mitica isola è conosciuta anche come Isola delle Sette Città e Isola di San Brendano. Fu identificata anche con le Isole dei Beati e le Isole Fortunate.

## Etimologia
L'origine del nome non è chiara. Il nome "Antilia" sembra significare anti isola, ossia isola opposta, forse opposta al Portogallo oppure isola posta simmetricamente al di là delle Colonne d'Ercole. La parola in qualche modo può richiamare Atlantide e non è escluso che i due miti si siano parzialmente sovrapposti, o che Antilia sia una versione ridotta di Atlantide. La più antica etimologia la ricollega direttamente ad Atlantide (1455). Scrittori posteriori hanno suggerito una derivazione dal latino anterior perché precede Zipangu o dall'arabo 'Jezirat al Tennyn ("Isola del Drago").

## Plutarco
Nella Vita di Sertorio (capitolo 8 di Vite parallele) Plutarco scrive che il comandante romano Quinto Sertorio, dopo una campagna in Mauretania (odierno Marocco), incontrò dei marinai che affermavano di essere tornati dalle Isole dei Beati. Descrissero due isole distanti dall'Africa circa 10 000 stadi (circa 2 000 km) con un clima tropicale e una vegetazione lussureggiante.

## Leggenda
La leggenda vuole che dopo l'invasione della Spagna da parte dei Mori (711) sette vescovi fossero sfuggiti in Antilia (714 o 734), dove avrebbero fondato altrettante città, per cui l'isola veniva anche denominata Isola delle Sette Città. Parallelamente, in Portogallo si raccontava che, dopo la sconfitta subita da re Roderico ad opera degli arabi, l'arcivescovo di Porto e sei dei suoi vescovi sarebbero fuggiti in un'isola fondando ognuno la propria città: Aira, Anhuib, Ansalli, Ansesseli, Ansodi, Ansolli e Con. La tradizione posteriore portoghese identificò Antilia con l'Isola di São Miguel, la maggiore delle Azzorre.

## Cartografia

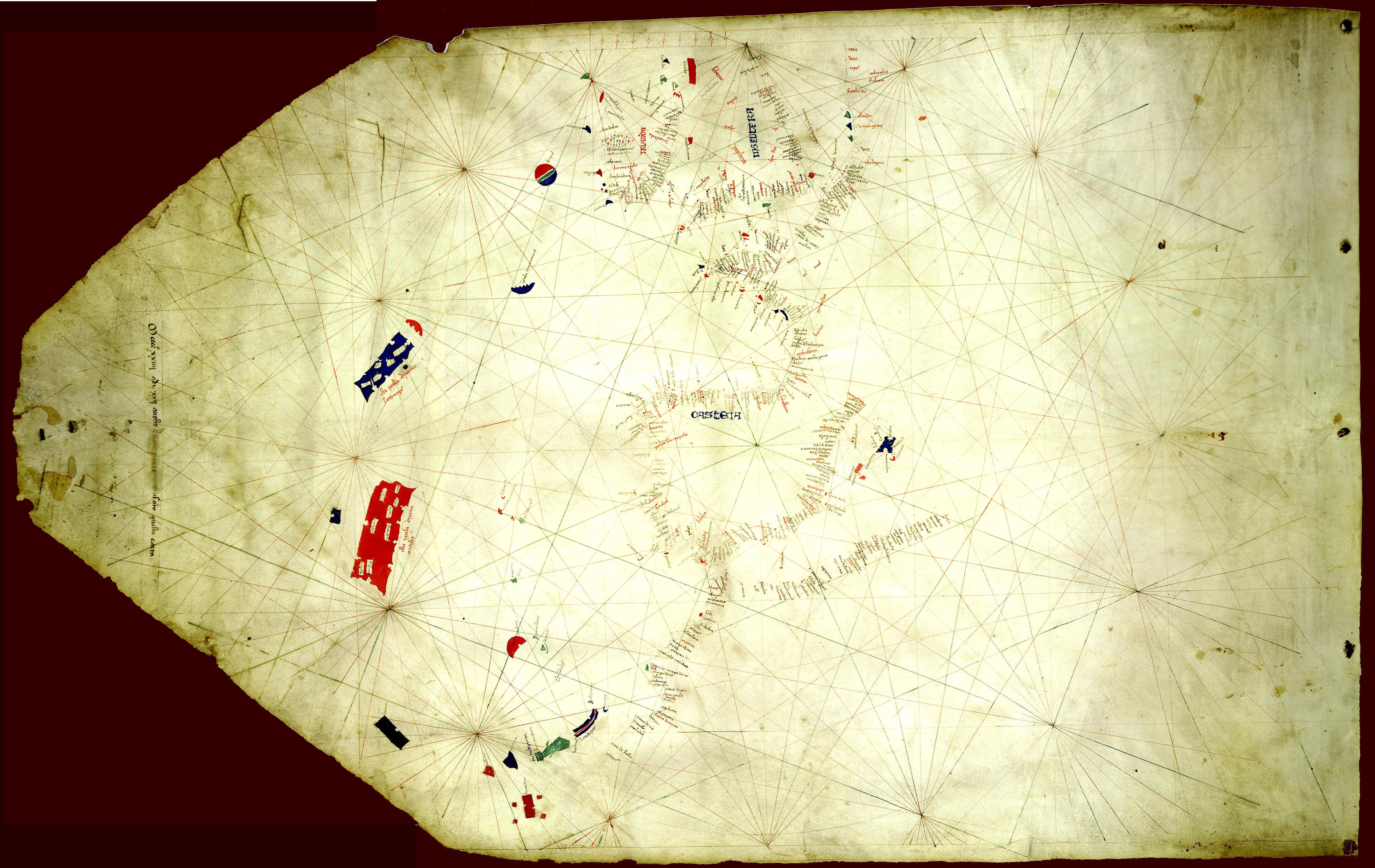
Carta di Pizzigano, 1424

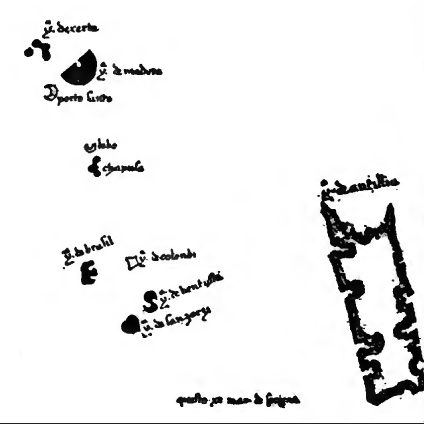
Carta di Andrea Bianco, 1436. Antillia è l'isola a destra

Nelle mappe del Quattrocento veniva spesso rappresentata nei pressi delle Azzorre. Di forma pressoché quadrangolare, appare per la prima volta nel 1424 in una carta nautica di Pizzigano e poi nel 1435 nella carta di Battista Becario.

## Ricerche
Nel corso dei secoli Antilia è stata oggetto di numerose ricerche, sia immaginarie che reali. Nel 1447 vi sarebbe arrivato un vascello portoghese, trovandovi una popolazione che parlava la stessa lingua. Meno fortunate furono le spedizioni reali, dei due Fernão, Telles e Dulmo, che nel 1475 e nel 1486 cercarono invano l'isola favolosa.
Nel Cinquecento esploratori come Álvar Núñez Cabeza de Vaca e Francisco Vásquez de Coronado continuarono a cercare le Sette Città di Cibola, ma nel sud-ovest del Nord America.

## Teorie iniziali
Alcuni, il primo dei quali fu Pietro Martire d'Anghiera nel 1493, credono che Antilia rappresenti una precedente scoperta delle Indie Occidentali (probabilmente Porto Rico o Trinidad). Di conseguenza le isole caraibiche presero il nome di Antille. La forma dell'isola sul mappamondo di Behaim è simile a quella di Trinidad. 
Una teoria meno popolare identifica Antilia con São Miguel nelle Azzorre, dove sette villaggi attorno a laghi gemelli sono note come Sete Cidades. Il progressivo studio dell'Atlantico fece perdere d'importanza ad Antilia, fino alla sua scomparsa dalle mappe dopo il 1587.

## Teorie attuali
Nel controverso libro L'Isola delle Sette Città dell'architetto e archeologo canadese Paul Chiasson affermò che l'Isola delle Sette Città era in realtà l'Isola del Capo Bretone, dove a Cape Dauphin dei marinai cinesi si stabilirono dopo aver circumnavigato l'Africa e risalito l'Atlantico. Alcuni di questi marinai potevano essere cristiani nestoriani. Questa ipotesi si basa su un presunto sito archeologico, identificati come un tagliafuoco del Novecento e una strada costruita negli anni ottanta, oltre a presunte somiglianze tra la cultura nativa Mikmaq e quella cinese. Le sue dichiarazioni sono state sistematicamente respinte da un gruppo di cinque archeologi professionisti della Nova Scotia che visitarono il sito nell'estate del 2006.
Alcuni pensano che Antilia sia stata chiamata anche Mayda o Asmaida. Questa storia è narrata in Orizzonti Invisibili di Vincent H. Gaddis.

## Influenze nella cultura di massa
Su Topolino n. 1261 del 27 gennaio 1980 esce la storia Disney Zio Paperone e il segreto di Antilia, di Guido Martina (sceneggiatura) e Giulio Chierchini (disegni): qui Paperino, zio Paperone, Qui, Quo e Qua approdano fortunosamente sull'isola di Antilia in cui il tempo si ferma e la gente non invecchia, e i paperi hanno anche modo di vedere per pochi minuti la città d'oro prima che Antilia si inabissi nuovamente nell'oceano.